# محمد بن خالد البرمكي
محمد بن خالد بن برمك بن جامامش بن بشتاسف البرمكي كان ابن خالد بن برمك من البرامكة، وهي عائلة من الموظفين الإيرانيين الذين صعدوا إلى سلطة عظيمة تحت حكم الخليفة العباسي هارون الرشيد (حكم 786-809).
كان شقيقه يحيى البرمكي، الذي عينه هارون الرشيد وزيراً عام 786، ليبدأ بها هيمنة الأسرة على الشؤون العامة للخلافة لمدة عشرين عامًا. شغل محمد منصب خادم الخليفة (حاجب) من 788 إلى 795. كما خدم هارون الرشيد محافظًا لليمن والجزيرة.
كان البرمكي الوحيد الذي نجا خلال السقوط المفاجئ للأسرة عام 803، على الأرجح لأنه كان قد أبلغ عن محاولة هروب يحيى بن عبد الله الكامل، الذي أطلق سراحه من قبل ابن أخيه يحيى جعفر، على عكس لأوامر الخليفة بقتله.